# 恩格德尔

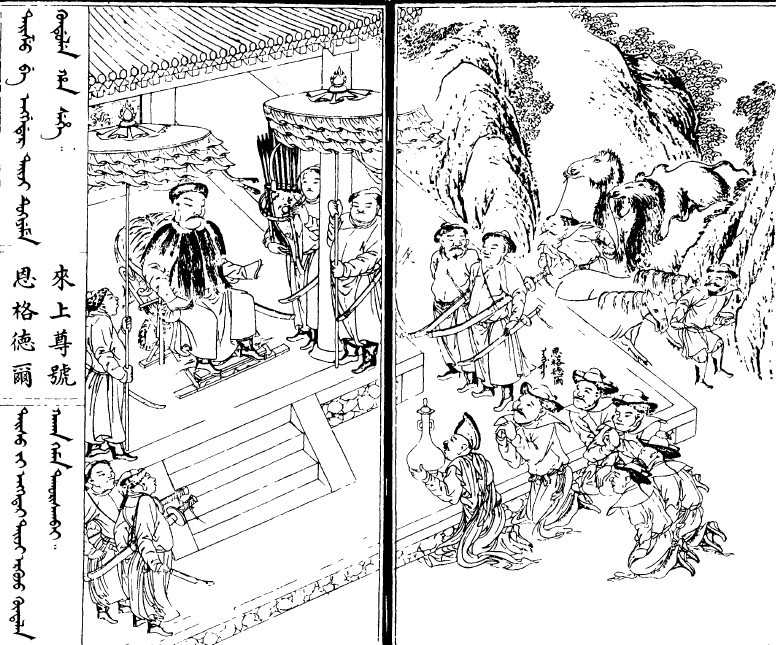
《满洲实录·卷三》中恩格德尔来上尊号图

恩格德尔（？—1636年四月十六日），博尔济吉特氏，明末蒙古内喀尔喀五部之一巴岳特部人，游牧于西喇木伦河流域。后金初年蒙古将领，归为满洲正黄旗。
达尔汉巴图鲁贝勒之子，世为部长。万历三十三年（1605年）恩格德尔投附努尔哈赤，任三等总兵官。万历三十四年（1606年），先后入觐努尔哈赤，献驼马，并奉表上尊号，从此蒙古诸部连年朝贡不绝。天命二年（万历四十五年，1617年），努尔哈赤把弟弟舒尔哈齐的女儿孙岱嫁给他为妻，恩格德尔号为额驸。
天命三年（1618年）四月，努尔哈赤起兵反明，恩格德尔在努尔哈赤身边侍奉。天命九年（天启四年，1624年）恩格德尔偕妻及弟莽果尔代部移居辽阳。归附努尔哈赤，隶满洲正黄旗。授三等总兵官。努尔哈赤与他盟誓，赐以敕书：“非叛逆，他罪皆得免。”天聪三年（崇祯二年，1629年）正月，与武讷格等率蒙古兵出兵攻打察哈尔。是年冬天，从皇太极攻明朝关内遵化、永平等地，率左翼蒙古兵，败于明督师袁崇焕、明总兵祖大寿。天聪五年（崇祯四年，1631年），围攻大凌河城，与明监军道张春、总兵吴襄援军战，行动迟缓被罚。
崇德元年（崇祯九年，1636年）四月十六日，恩格德尔逝世，顺治年间追谥端顺。与妻子孙岱至少育有两子，额尔克戴青和索尔哈，额尔克戴青娶济尔哈朗长女，索尔哈娶皇太极五女阿图。

## 延伸阅读
[在维基数据编辑]
 《清史稿·卷229》，出自趙爾巽《清史稿》